# Pedro González-Trevijano
Pedro José González-Trevijano Sánchez (Madrid, 1958) es un jurista y catedrático de Derecho Constitucional español. Fue magistrado del Tribunal Constitucional entre 2013 y 2023 y también fue presidente del mismo entre 2021 y 2023. Anteriormente, fue rector de la Universidad Rey Juan Carlos.

## Biografía
González-Trevijano nació en Madrid en 1958.

### Etapa universitaria
Se licenció y doctoró en Derecho por la Universidad Complutense de Madrid con Premio Extraordinario Fin de Carrera en ambos, obteniendo plaza como profesor titular en su misma universidad. Asimismo, fue nombrado catedrático de Derecho Constitucional por la Universidad de Extremadura en 1998, ejerciendo esa misma posición posteriormente en la Universidad Rey Juan Carlos, ganando la cátedra en 1999, donde  llegó a ser rector entre 2002 y 2013. Durante su mandato, la URJC se posicionó entre las principales universidades públicas de la Comunidad de Madrid, fomentando las ciencias humanísticas, el arte y la danza. Previamente, había sido subdirector del Centro de Estudios Políticos y Constitucionales entre 1998 y 2002, así como representante de España en las sesiones de Comisión de Venecia (Comisión Europea de la Democracia a través del Derecho). Durante su etapa como rector, simultaneó en el cargo de vocal de la Junta Electoral Central entre 2000 y 2013.
En este período, crea en noviembre de 2003 dos nuevas unidades en el Campus de Alcorcón: la Unidad de Genómica y la Unidad Veterinaria. En diciembre de 2005, la Unidad de Calidad; y durante el 2006 se desarrolla la Red de Laboratorios de la URJC. En 2007 se crea la Unidad de Energías Renovables, además de en 2008 el montaje e instalación de un Microscopio de efecto de campo. Durante el año 2009 se inicia la integración de la Microscopía Electrónica de Transmisión de Ciencias de la Salud a la Unidad de Microscopía Electrónica, este proceso se finalizó a principios de 2010 en el Campus de Alcorcón, que se completa con la unidad de Resonancia magnética nuclear.
En este momento, se distingue a la Universidad Rey Juan Carlos con la distinción “Campus de Excelencia Internacional”, en el marco de una iniciativa del Gobierno español para modernizar las universidades españolas y crear un Sistema Universitario Español adaptado a las directrices europeas, consiguiendo la suscripción de una Acuerdo Bilateral con la Universidad de Harvard en 2013 y  el desarrollo de los Cursos de Verano  en Aranjuez.
González-Trevijando fue, a su vez, vicepresidente de la Comisión de Ética del Comité Olímpico Español desde 2007 hasta 2013.
Con motivo de los estudios sobre el Valle de los Caídos, es nombrado copresidente de la Comisión de Expertos por el Consejo de Ministros en 2011 con el propósito de analizar el futuro de este enclave monumental. En la misma, participaron además otro copresidente, Virgilio Zapatero Gómez, un secretario y diez vocales.
Es doctor Honoris Causa por la Universidad de Tarapacá de Chile (2006); por la Universidad Ricardo Palma de Lima, Perú (2007); por la Universidad Nacional Mayor de San Marcos de Lima, Perú (2010); y por la Universidad Sergio Arboleda (Colombia) en 2016.
La centenaria Real Academia de Medicina y Cirugía de Sevilla (RAMSE) le nombró académico de número de erudición en octubre de 2023, plaza reservada para la rama jurídica tradicionalmente y que anteriormente ocupaba Manuel Olivencia, profesor de Derecho Mercantil.

### Tribunal Constitucional
En 2013 fue propuesto por el primer gobierno de Mariano Rajoy como magistrado del Tribunal Constitucional y en 2021 alcanzó la cúspide de su carrera jurídica, al ser designado por el Pleno del Alto Tribunal, por unanimidad, como su presidente, siendo nombrado por el rey el 23 de noviembre. Durante su corto mandato al frente del tribunal, este dictó relevantes sentencias como la declaración de inconstitucionalidad de los estados de alarma declarados por el Gobierno durante la pandemia de COVID-19 o la paralización del proceso legislativo que impidió la aprobación, por parte del Senado, de las enmiendas propuestas por el Gobierno para reformar el sistema de elección del Tribunal Constitucional. Cesó como magistrado y presidente el 9 de enero de 2023, tras la toma de posesión de los nuevos magistrados.
El 12 de marzo de 2018, la Real Academia de Jurisprudencia y Legislación de España, le eligió como académico de número, para ocupar la vacante en la medalla n.º 13 de la Corporación. Anteriormente en 2009, había sido nombrado académico correspondiente de la Real Academia de Historia.
Ha publicado sobre materias vinculadas a la teoría del Estado, el derecho constitucional, la historia constitucional española y el derecho comparado. Ha sido Presidente del Consejo Académico de la Editorial La Ley desde su constitución.
A nivel literario, ha sido meritado por la Real Academia de Ciencias, Bellas Artes y Buenas Letras Luis Vélez de Guevara, como miembro de honor, y ha publicado la obra de teatro «Jubileo», estrenada en el Teatro Fígaro de Madrid.

### Empresa privada
En noviembre de 2023, la aseguradora Mapfre incorporó a González-Trevijano como consejero de dos de sus filiales: Mapfre España y la sociedad del negocio de vida de la compañía. Además, desde septiembre de 2024, González-Trevijano ocupa el puesto como consejero independiente del Consejo de Administración de AENOR (Asociación Española de Normalización y Certificación) dedicada a la certificación en el sector industrial y de servicios.

## Obras
Es autor, entre otros, de los siguientes libros: 
- La costumbre en Derecho Constitucional. Congreso Diputados, 1989
- Libertad de circulación, residencia, entrada y salida en España. Editorial Civitas, 1991
- La inviolabilidad del domicilio. Editorial Tecnos, 1991
- La cuestión de confianza. Editorial McGraw, 1996
- El Estado autonómico. Principios, organización y competencias. Editorial Universitas, 1998
- El refrendo. Centro de Estudios Políticos y Constitucionales (CEPC), 1998
- Constitución española. 20 años de bibliografía. Centro de Estudios Políticos y Constitucionales (CEPC), 1998
- Curso de Derecho Constitucional español (tres tomos), bajo la dirección del Profesor Jorge de Esteban. Facultad derecho UCM, 1994
- Normas de Derecho Constitucional. Editorial Tecnos, 1995
- (junto a Cayetano Nuñez Rivero) El Estado Autónonimo. Principios, organización y competencias. Editorial Universitas, 1998[25]
- La experiencia constitucional (1978-2000), como codirector. Centro de Estudios Políticos y Constitucionales (CEPC), 2000
- El Tribunal Constitucional. Editorial Aranzadi, 2000
- Código de las Comunidades Autónomas. Editorial Aranzadi, 2000
- La mirada del poder. Centro de Estudios Políticos y Constitucionales, 2004[26]
- La España constitucional Editorial Tirant lo Blanch, 2006
- Entre Güelfos y Gibelinos, crónica de un tiempo convulsionado. Editorial Trotta, 2007
- El discurso que me gustaría escuchar. Editorial Trotta, 2009
- Dragones de la política. Editorial Círculo de lectores, Galaxia Gutenberg, 2010[27]
- Yo ciudadano. Editorial Trotta, 2010
- Magnicidios de la Historia. Galaxia Gutenberg, 2012.
- El purgatorio de las ideas. Galaxia Gutenberg. 2016
- La Constitución pintada. BOE. 2018
- El dedo de Dios. La mano del hombre. Galaxia Gutenberg. 2019
- Adonay y Belial, una velada en familia. Editorial Eride. 2020
- Los derechos constitucionales. Un paseo por el Prado. Directores: Encarna Roca Trías y Pedro González-Trevijano. Madrid 2020
- El Tribunal Constitucional: entre el erizo y el zorro. 2023
- El derecho a la protección de la salud (a la luz de la jurisprudencia del Tribunal Constitucional). Ed. RAMSE, 2023.
- El juicio. Causa contra Bruto y Pilatos. Editorial Eride, Madrid, 2024.[28]

### Estudios doctrinales
Realizados por encargo de la Biblioteca de Derecho Comparado del Servicio de Estudios del Parlamento Europeo (EPRS) del Parlamento Europeo:
- Los recursos de los particulares ante las más altas jurisdicciones, una perspectiva de Derecho Comparado: España, octubre 2017 [30]
- El derecho al respeto de la vida privada: los retos digitales, una perspectiva de Derecho comparado: España, octubre 2018[31]
- La libertad de expresión, una perspectiva de derecho comparado: España, octubre 2019 [32]
- Los principios de igualdad y no discriminación, una perspectiva de Derecho Comparado: España, octubre 2020[33]
- El derecho a la salud, una perspectiva de Derecho Comparado: España, noviembre 2021[34]
- El Estado de Derecho, una perspectiva de Derecho Comparado: España, abril de 2023 [35]
- La libertad de empresa, una perspectiva de Derecho Comparado: España, marzo 2024 [36]
- El principio de protección del Medio Ambiente, una perspectiva de Derecho Comparado: España, febrero 2025 [37]

## Distinciones
- En el año 2000, ingresa en la Orden Civil de Alfonso X el Sabio, en la categoría de Encomienda; en la Orden Militar Constantiniana de San Jorge, en categoría de Cruz; y en la  Orden de la Cruz de San Raimundo de Peñafort, Cruz de Honor, que reconoce los méritos contraídos por la Administración de Justicia y el Derecho.
- En 2006,  recibe la Gran Cruz al Mérito Militar con distintivo blanco, otorgado a personal civil en relación con el trabajo institucional, administrativo, académico y profesional.
- En 2012, es nombrado Caballero de la Orden de las Palmas Académicas otorgada por la República Francesa (l'ordre des Palmes académiques).
- Durante 2013, recibe la Medalla al Mérito Policial con distintivo blanco, además de la Medalla de Oro de la Universidad Rey Juan Carlos.[38]
- En 2022, recibió la Gran Cruz de la Orden Iberoamericana de la Justicia, en el marco del Convenio suscrito entre el Tribunal Supremo de España y la Fundación Carlos III, para la realización de actos conmemorativos del bicentenario del Tribunal español, que nació en las Cortes de Cádiz de 1812.[39]